# Sarah Slean
Sarah Hope Slean (ur. 21 czerwca 1977) – kanadyjska piosenkarka, kompozytorka, poetka, malarka, aktorka i fotograf z Pickering, Ontario. Wydała siedem albumów (w tym albumy live i EP-ki). Pierwszą EP „Universe” nagrała w 1997 w wieku dziewiętnastu lat, do tego czasu nagrywając kompletne cztery albumy: Blue Parade (1998), Night Bugs (2002), Day One (2004) i The Baroness (2008). Drugą EP „The Baroness Redecorates” wydała 9 grudnia, 2008.

## Życiorys
Obecnie studentka University of Toronto, studiuje muzykę i filozofię, mając już ukończone malarstwo i fotografię. Night Bugs był jej pierwszym albumem wydanym przez dużą wytwórnię (WEA w Kanadzie i Atlantic Records w Stanach Zjednoczonych). Pierwszym singlem mającym „popchnąć” całą promocję albumu była piosenka „Sweet Ones”. Wydawca był zachwycony albumem, ale wytwórnia chciała, aby album się sprzedał, przynosząc określone zyski, a do tego potrzebował piosenki słodkiej, popowej, przyjaznej radiu oraz zapotrzebowaniu i gustom odbiorców. Dosłownie poproszono ją o skomponowanie „sh*t pop song”, artystka tak zrobiła, napisała „Sweet ones”, ze swoją tylko znaną ironią poukrywała zaistniałą sytuację z wytwórnią pod niebieskimi oczami miłosnego rozczarowania, znając prostą recepturę melodii i słów docierającą do grona konsumenckiego muzyki.